# Brandesbachtal
Das Naturschutzgebiet Brandesbachtal liegt im Landkreis Nordhausen in Thüringen, im gleichnamigen Tal des Brandesbach.

## Beschreibung
Es erstreckt sich östlich von Netzkater, einem zur Landgemeinde Harztor, Ortsteil Ilfeld, gehörenden Ort, und südlich von Christianenhaus entlang dem Brandesbach. Westlich des Gebietes verlaufen die B 81 und die B 4. Nord- und Nordwestflanke des Sandlünz, eines 516,2 Meter hohen Berges, sind Teil des Naturschutzgebietes.

## Bedeutung
Das 209,8 ha große Gebiet mit der NSG-Nr. 73 wurde im Jahr 2001 unter Naturschutz gestellt.